# Jamalpur, Bangladesh

Jamalpur är en stad i Bangladesh och ligger i provinsen Dhaka. Staden ligger några mil öster om floden Jamuna och hade 142 764 invånare vid folkräkningen 2011, med förorter 150 172 invånare. Jamalpur blev en egen kommun 1869.